# アンダース・レクセル

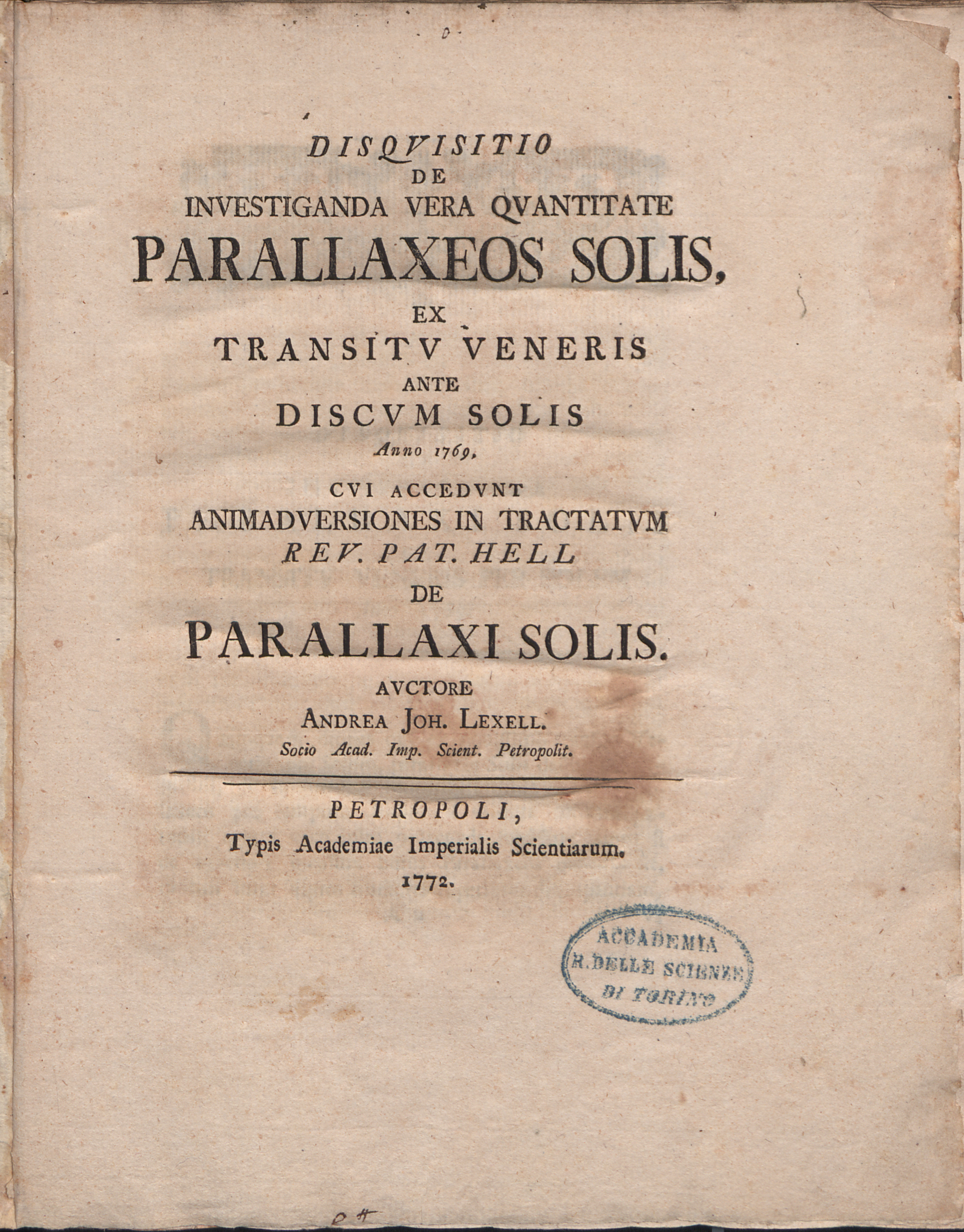
Disquisitio de investiganda vera quantitate

アンダース・レクセル（Anders Johan Lexell、1740年12月24日 - 1784年12月11日 (ユリウス暦))は、当時スウェーデン領であったオーボ（現フィンランド）生まれのスウェーデン系フィンランド人の天文学者、数学者、物理学者である。ロシアに帰化し、ロシア帝国で活躍した。ロシア語名は Andrei Ivanovich Leksel (Андрей Иванович Лексель)。Anders Johann Lexellまたは Johann Anders Lexellとも書かれる。レクセル彗星や天王星の軌道を計算した。
1768年にロシアに帰化しペテルスブルクで天文学教授となった。彗星の運動を研究した。1770年にシャルル・メシエが発見した彗星 D/1770 L1の軌道の計算を行った。この彗星は後にレクセル彗星と名付けられた。レクセル彗星は観測された彗星としては最も地球に近づいた彗星で、300万km以内に近づいたと見積もられている。レクセル彗星はその後1779年に木星に近づき軌道が変化し、太陽系外へ去って再び観測されていない。
また天王星が発見されると、その軌道を計算し、彗星ではなく、惑星であることを確認した。また天王星の軌道の変化から、さらに発見されていない惑星が存在すると推定したが、海王星の位置について、計算できるようになったのは後のユルバン・ルヴェリエらによってである。
小惑星（2004）レクセルは彼の功績を記念して名付けられた。